# Levý Hradec

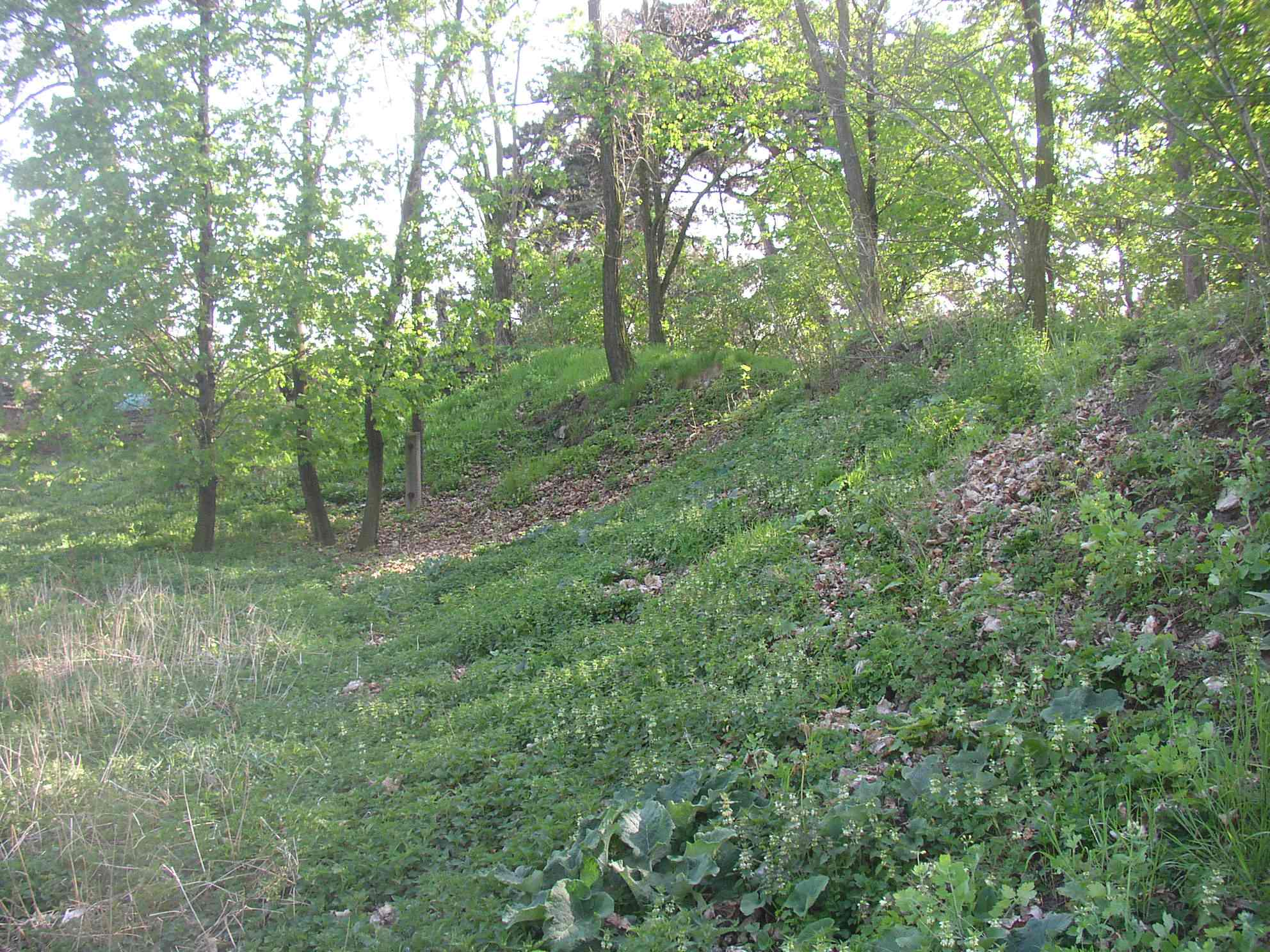
Tàn tích của tuyến phòng thủ bên trong

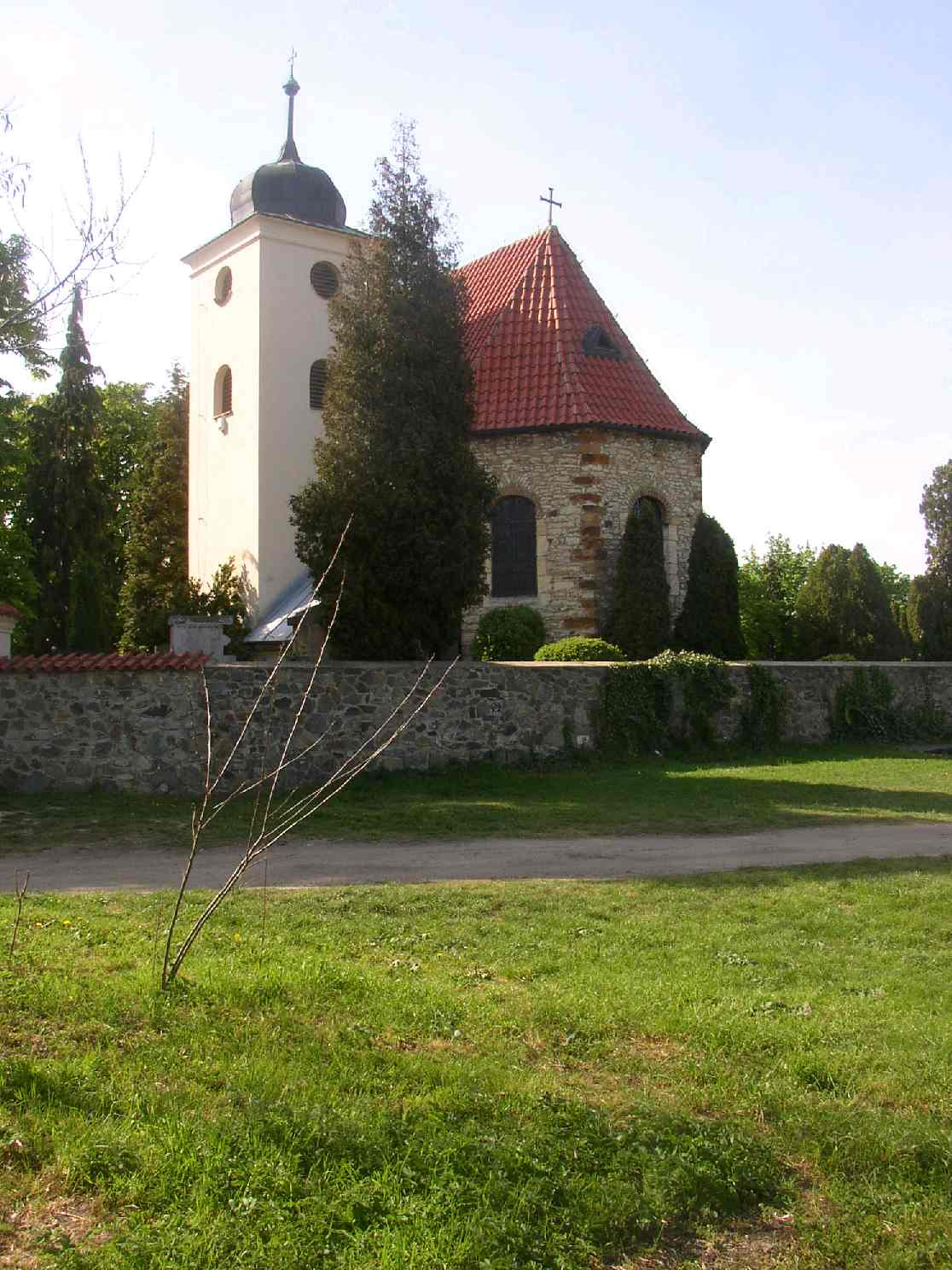
Quang cảnh nhà thờ Thánh Clêmentê nhìn từ phía đông nam

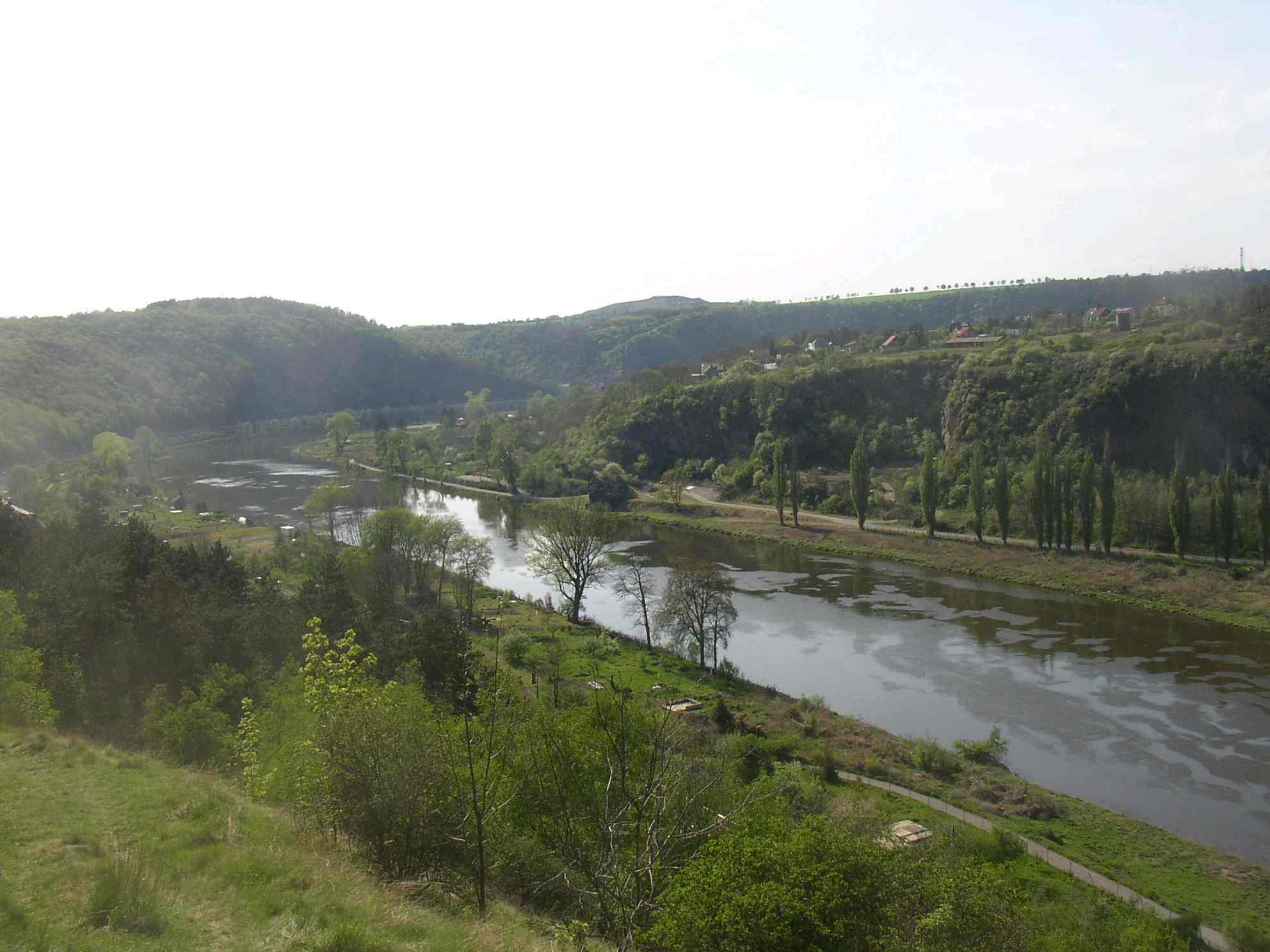
Thung lũng sông Vltava nhìn từ phía Levý Hradec

Levý Hradec là một thành trì bằng gỗ (gord) xứ Bohemia có từ thời Trung Cổ, nằm cách thủ đô Praha 3 kilômét về phía tây bắc và gần với thị trấn Roztoky, thuộc Cộng hòa Séc. Thành trì này từng là nơi đóng quân ban đầu của Bořivoj I, Công tước xứ Bohemia, đồng thời là quốc vương đầu tiên được biết đến của triều đại Přemyslid. Thành trì này được xây trên một mũi đất nằm ở tả ngạn sông Vltava vào khảng giữa thế kỷ 9.
Ngay sau khi Bořivoj I của xứ Bohemia đi theo Kitô giáo, thì một nhà thờ đã được xây ngay tại đây để thờ Thánh Clêmentê. Bằng chứng lịch sử đầu tiên có liên quan tới Levý Hradec là qua một ghi chép về nhà thờ Thánh Clêmentê và vị linh mục đầu tiên của nhà thờ, tên là Kaich. Trong ghi chép đó cũng có nhắc đến sự kiện Thánh Ađanberto của vương triều Slavník được bầu làm Đức Giám mục tại đây ngày 19 tháng Hai năm 982.
Vương triều Přemyslid rời khỏi Levý Hradec từ đầu thế kỷ 10 nhưng trước đó vào thế kỷ 9, công trình này vẫn thường xuyên được trùng tu và cải tạo. Levý Hradec bị bỏ hoang từ thế kỷ 11 do người ta không còn tìm thấy dấu tích của bất kỳ công trình phụ nào được cải tạo từ đó nữa. Tuy nhiên, người ta vẫn chưa thể lý giải được nguyên nhân dẫn đến việc Levý Hradec bị bỏ hoang.

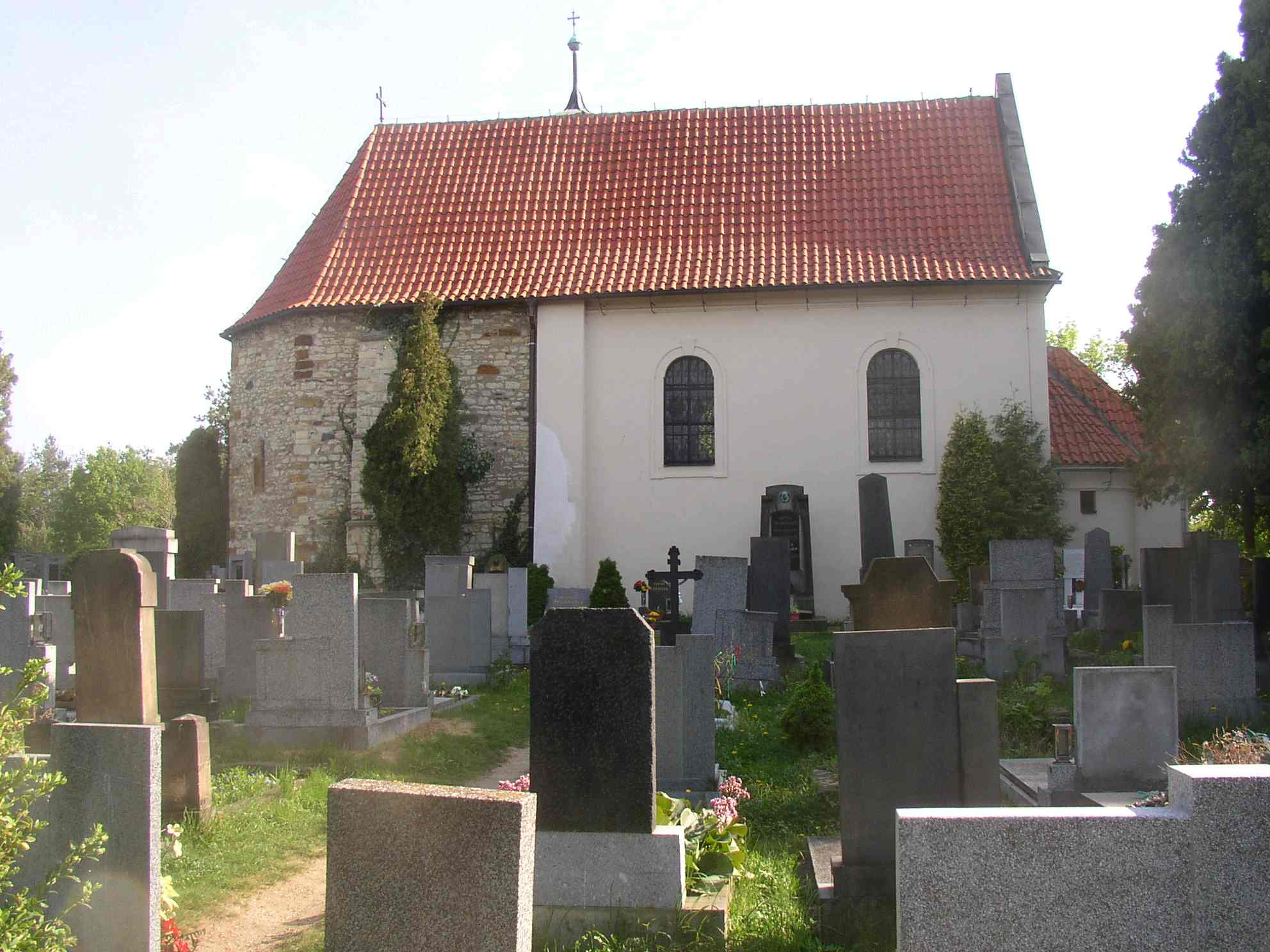
Quang cảnh nhà thờ Thánh Clêmentê nhìn từ hướng bắc

Levý Hradec được phát hiện và khai quật vào khoảng thế kỷ 19 bởi hai nhà khảo cổ học là Čeněk Rýzner và Josef Ladislav Píč. Trong đó, những cuộc khai quật chính diễn ra vào những năm 1930 và 1950 khi Ivan Borkovský tìm đến nền móng ban đầu của nhà thờ Thánh Clêmentê.
Theo miêu tả của Josef Ladislav Píč thì ở gần Levý Hradec còn có một pháo đài Trung Cổ khác nữa. Cụ thể, những tàn tích của pháo đài này được tìm thấy vào những năm 2000 và có diện tích lớn có thể nói là bằng với Levý Hradec. Theo giả định của các nhà khảo cổ học thì thì pháo đài này là Pravý Hradec, nghĩa là thành trì phía bên phải, còn Levý Hradec là thành trì bên trái. Tàn tích thành trì Pravý Hradec có được đề cập trong các ghi chép đương thời nhưng vẫn chưa bao giờ được xác định rõ.